# Teeraphol Yoryoei
Teeraphol Yoryoei (tiếng Thái: ธีระพล เยาะเย้ย, sinh ngày 25 tháng 10 năm 1994), là một cầu thủ bóng đá người Thái Lan thi đấu ở vị trí tiền vệ cho câu lạc bộ Giải bóng đá Ngoại hạng Thái Lan Muangthong United.